# Сабинополис
Сабинополис (порт. Sabinópolis) — муниципалитет в Бразилии, входит в штат Минас-Жерайс. Составная часть мезорегиона Вали-ду-Риу-Доси. Входит в экономико-статистический микрорегион Гуаньяйнс. Население составляет 16 428 человек на 2006 год. Занимает площадь 919,397 км². Плотность населения — 17,9 чел./км².
Праздник города — 24 февраля.

## История
Город основан 24 февраля 1924 года.

## Статистика
- Валовой внутренний продукт на 2003 год составляет 44 721 011,00 реалов (данные: Бразильский институт географии и статистики).
- Валовой внутренний продукт на душу населения на 2003 год составляет 2734,39 реалов (данные: Бразильский институт географии и статистики).
- Индекс развития человеческого потенциала на 2000 год составляет 0,689 (данные: Программа развития ООН).